# Luca Barzaghi
Luca Barzaghi (Monza, 10 luglio 1968) è un ex maratoneta, ex mezzofondista ed ex triatleta italiano.

## Palmarès
| Anno | Manifestazione             | Sede                | Evento         | Risultato | Prestazione | Note                          |
| ---- | -------------------------- | ------------------- | -------------- | --------- | ----------- | ----------------------------- |
| 1986 | Mondiali di cross          | Colombier           | Corsa U20      | 118º      | 25'34"      |                               |
| 1987 | Mondiali di cross          | Varsavia            | Corsa U20      | 33º       | 23'40"      |                               |
| 1987 | Mondiali di cross          | Varsavia            | A squadre      | 7º        | 171 p.      |                               |
| 1992 | Mondiali di mezza maratona | Newcastle upon Tyne | Individuale    | 19º       | 1h02'06"    | Miglior prestazione personale |
| 1994 | Europei di cross           | Alnwick             | Corsa seniores | 6º        | 28'10"      |                               |
| 1994 | Europei di cross           | Alnwick             | A squadre      | 5º        | 84 p.       |                               |
| 1994 | Europei                    | Helsinki            | Maratona       | dnf       | dnf         |                               |
| 1995 | Mondiali di cross          | Alnwick             | Corsa U20      | 119º      | 37'02"      |                               |
| 1995 | Mondiali di cross          | Alnwick             | A squadre      | 7º        | 325 p.      |                               |
| 1995 | Mondiali di mezza maratona | Montbéliard-Belfort | Individuale    | 30º       | 1h03'48"    |                               |
| 1995 | Mondiali di mezza maratona | Montbéliard-Belfort | A squadre      | Bronzo    | 3h08'31"    |                               |
| 1995 | Mondiali                   | Göteborg            | Maratona       | 33º       | 2h23'51"    |                               |

## Campionati nazionali
1988
- 20º ai campionati italiani di corsa campestre - 37'10"

1989
- 14º ai campionati italiani assoluti, 5000 m piani - 14'10"21

1998
- 11º ai campionati italiani di maratonina - 1h05'16"

## Altre competizioni internazionali[1]
1988
- 10º al Cross della Vallagarina ( Villa Lagarina) - 28'56"

1989
- 17º alla Stramilano ( Milano) - 1h05'12"

1991
- 13º alla Stramilano ( Milano) - 1h03'50"

1992
- 7º alla Maratona di New York ( New York) - 2h13'24"
- 13º alla BOclassic ( Bolzano) - 29'37"

1993
- 8º in Coppa del mondo di maratona ( San Sebastián) - 2h10'53"
- Argento a squadre in Coppa del mondo di maratona ( San Sebastián) - 6h32'41"
- 6º alla Mezza maratona di Lisbona ( Lisbona) - 1h01'00"
- 10º al Giro podistico internazionale di Castelbuono ( Castelbuono) - 34'22"
- 16º alla BOclassic ( Bolzano) - 29'38"
- 5º al Cross della Vallagarina ( Villa Lagarina) - 28'56"

1994
- 4º alla Maratona di Tokyo ( Tokyo) - 2h11'29"
- 4º alla Stramilano ( Milano) - 1h03'02"
- 8º alla BOclassic ( Bolzano) - 29'12"
- 5º al Cross della Vallagarina ( Villa Lagarina) - 29'45"
- 11º al Cross di Alà dei Sardi ( Alà dei Sardi) - 32'20"

1996
- 8º alla Maratona di New York ( New York) - 2h12'42"
- 11º alla Stramilano ( Milano) - 1h02'59"

1997
- 11º alla Maratona di Roma ( Roma) - 2h16'26"
- 14º alla BOclassic ( Bolzano) - 29'19"

1998
- 11º alla Stramilano ( Milano) - 1h05'19"

2001
- Bronzo ai Mondiali di duathlon ( Rimini)[2] - 1h45'34"

2002
- Bronzo ai Mondiali di duathlon ( Alpharetta) - 1h47'46"